# Università Dongseo
L'Università Dongseo (DSU) è un'università fondata nel 1992 a Busan, la seconda città della Corea del Sud.

## Struttura
L'Università Dongseo è strutturata accademicamente in tredici divisioni e due college.

### Campus
L'Università Dongseo dispone di due campus a Busan; quello principale si trova vicino alla Jurye Station nel distretto di Sasang della città e copre un'area di 82 ettari e dispone di ventiquattro edifici.
Il secondo campus è comunemente denominato Centum Campus grazie alla sua posizione nella zona di Centum City nel distretto di Haeundae. Questo campus è stato aperto nel 2012 ed è il sito principale dell'Ik Kwon Taek College of Film and Media Arts. Il campus è situato in un edificio di diciotto piani con una superficie complessiva di 16.532 metri quadrati.
L'Università Dongseo gestisce anche alcuni campus di filiale con istituzioni partner in Cina e negli Stati Uniti, a ciascuno dei quali invia cento studenti all'anno come parte dei suoi programmi di studio all'estero.
Il campus della filiale in Cina si trova a Wuhan presso la Zhongnan University of Economics and Law. DSU e ZUEL gestiscono congiuntamente il Korea-China New Media Institute, un college di quattro anni precedentemente denominato Korea-China International Education Institute. Questo campus è stato fondato nel 2011.
Il campus della filiale negli Stati Uniti si trova a Fullerton, in California, presso la Hope International University.